# Бури (плем'я)

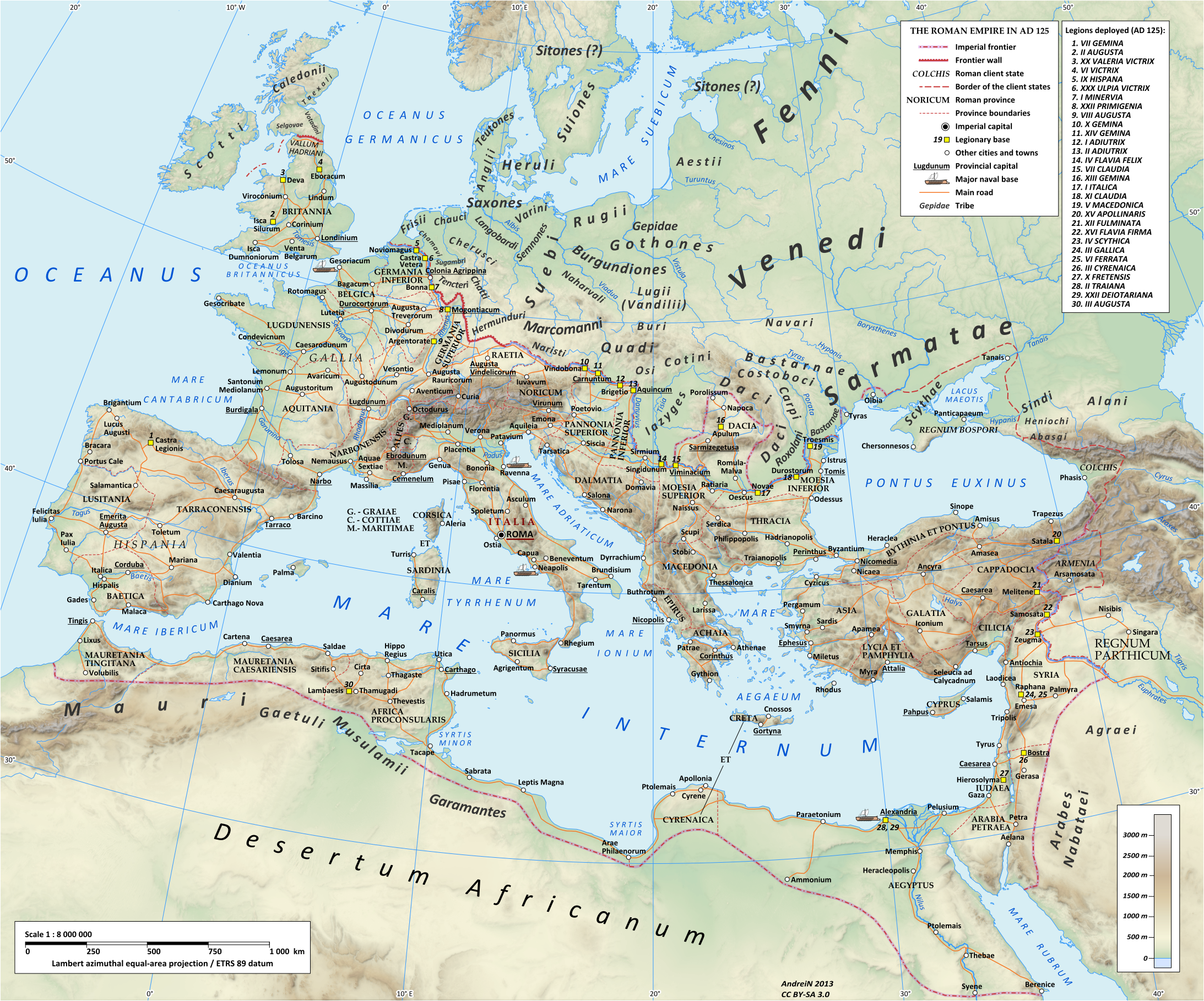
Бури у Богемії та Моравії (І ст. до н.е.)

Бу́ри (лат. Buri) — германське плем'я часів античності і раннього середньовіччя. Згадуються у «Германії» Тацита. Прибули до Центральної Європи зі Східної Балтики. Спільно з маркоманами і квадами заселили Богемію та Моравію, витіснивши звідти кельтів-бойїв. Мали звичаї та мову подібну до свевів. Птолемей згадує про лузьких бурів (лат. Lugi Buri), які мешкали на півдні сучасної Польщі, між Ельбою, Судетами і верхньою Віслою; вони були союзникам лугіїв. У ІІ столітті брали участь у нападі дунайських племен на Римську імперію, воювали проти Марка Аврелія. Уклали з римлянами сепаратний мир, через що мали складні стосунки зі своїми старими союзниками. Розчинилися серед місцевих племен. На початку V століття частина бурів взяла участь у поході свевів до Піренейського півострова. Після заснування Свевського королівства вони осіли на теренах південної Галісії й Північної Португалії, в межиріччі Каваду і Омена, в районі сучасного містечка Терраш-де-Бору («бурські землі»).